# Diplocephaloides
Diplocephaloides là một chi nhện trong họ Linyphiidae.